# Stećak

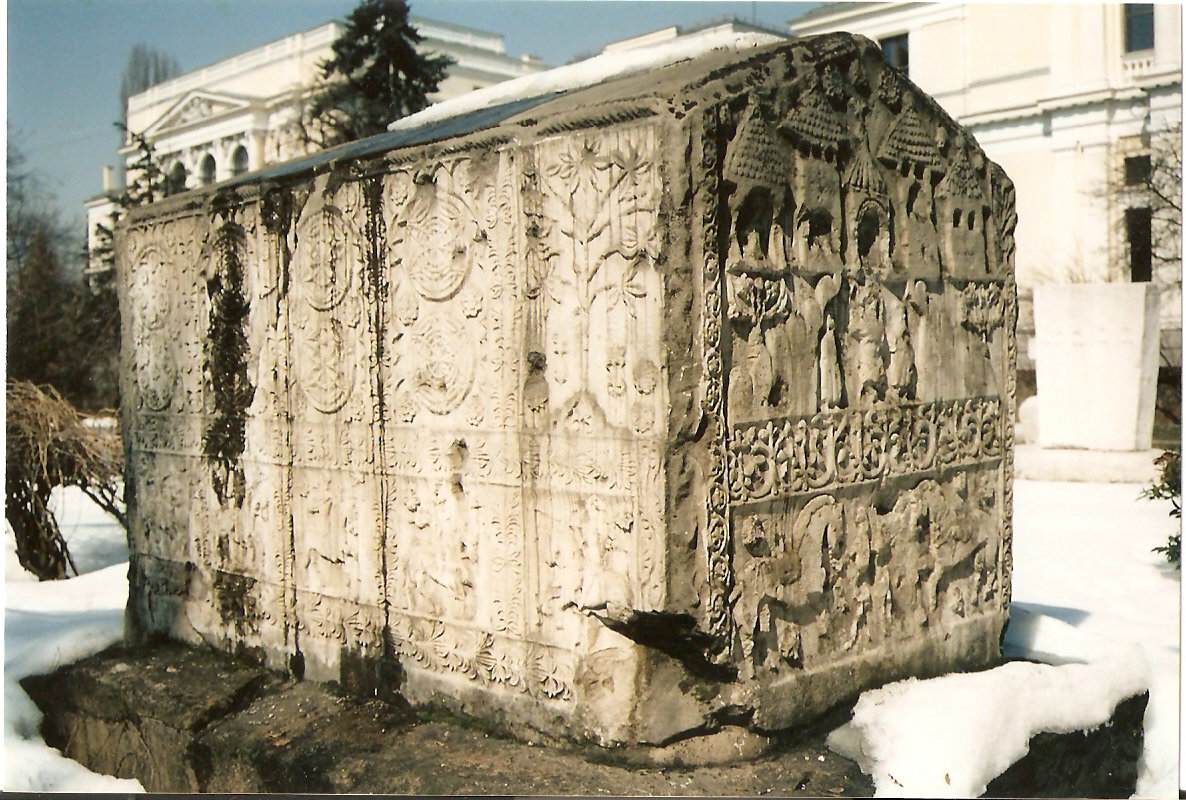
Stećak frente al Museo Nacional de Bosnia y Herzegovina

Stećak (en plural Stećci) es el nombre para unas monumentales lápidas medievales que se encuentran dispersas en toda Bosnia y Herzegovina, y partes de la frontera de Croacia, Montenegro y Serbia. Se estima que 60.000 stećci se encuentran dentro de las fronteras de la actual Bosnia y Herzegovina y el resto, unas 10.000, se encuentran en lo que hoy es Croacia (4400), Montenegro (3500) y Serbia (4100), en más de 3.300 sitios singulares con más del 90% en mal estado. Algunos historiadores (Wenzel, Ciobanu, Della Volpe) afirman que son creaciones de los "Vlachs" (Valacos) que poblaban Herzegovina en el MedioEvo.
Apareciendo a mediados del siglo xii, con la primera fase en el siglo xiii, las lápidas alcanzaron su apogeo en los siglos xiv y xv, antes de desaparecer durante la ocupación otomana en el siglo xvi. Eran una tradición común entre la Iglesia bosnia, la Iglesia católica y la Iglesia ortodoxa. Para los académicos están relacionados en su mayoría con la población autóctona valaca Los epitafios en ellas están escritas en su mayoría en el extinto alfabeto cirílico bosnio. Una ejemplo significativo de estas lápidas se encuentra en la necrópolis de Radimlja, al oeste de Stolac, en Bosnia y Herzegovina. 
Bajo la denominación Cementerios de tumbas medievales “stećci”, las principales stećci fueron inscritas como Patrimonio de la Humanidad por la Unesco en 2016. Incluye 30 necrópolis, de las cuales hay 22 en Bosnia y Herzegovina, 2 en Croacia, 3 de Montenegro, y 3 en Serbia.
| Stećak está ubicado en Bosnia y Herzegovina                                                                             |
| Localización de los stećci declarados Patrimonio de la Humanidad en Bosnia y Herzegovina, Croacia, Montenegro y Serbia. |